# معرض باريس الدولي (1937)

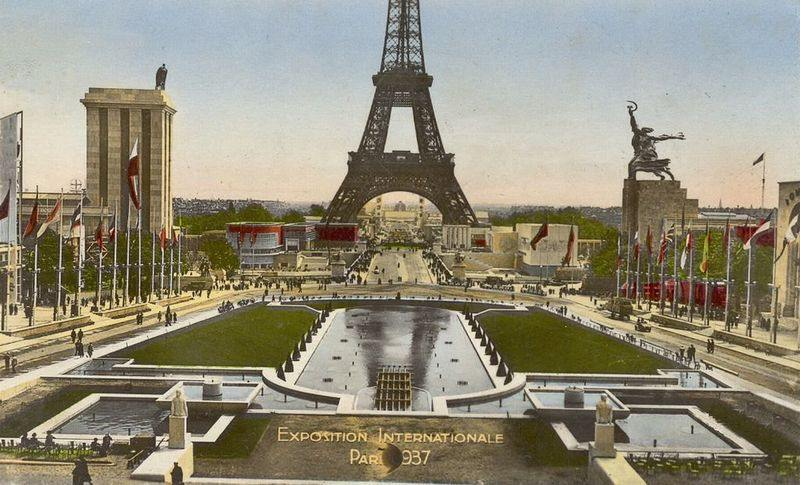
المعرض الدولي بباريس عام 1937، حيث يظهر الجناح الألماني (يسار) والسوفييتي (يمين).

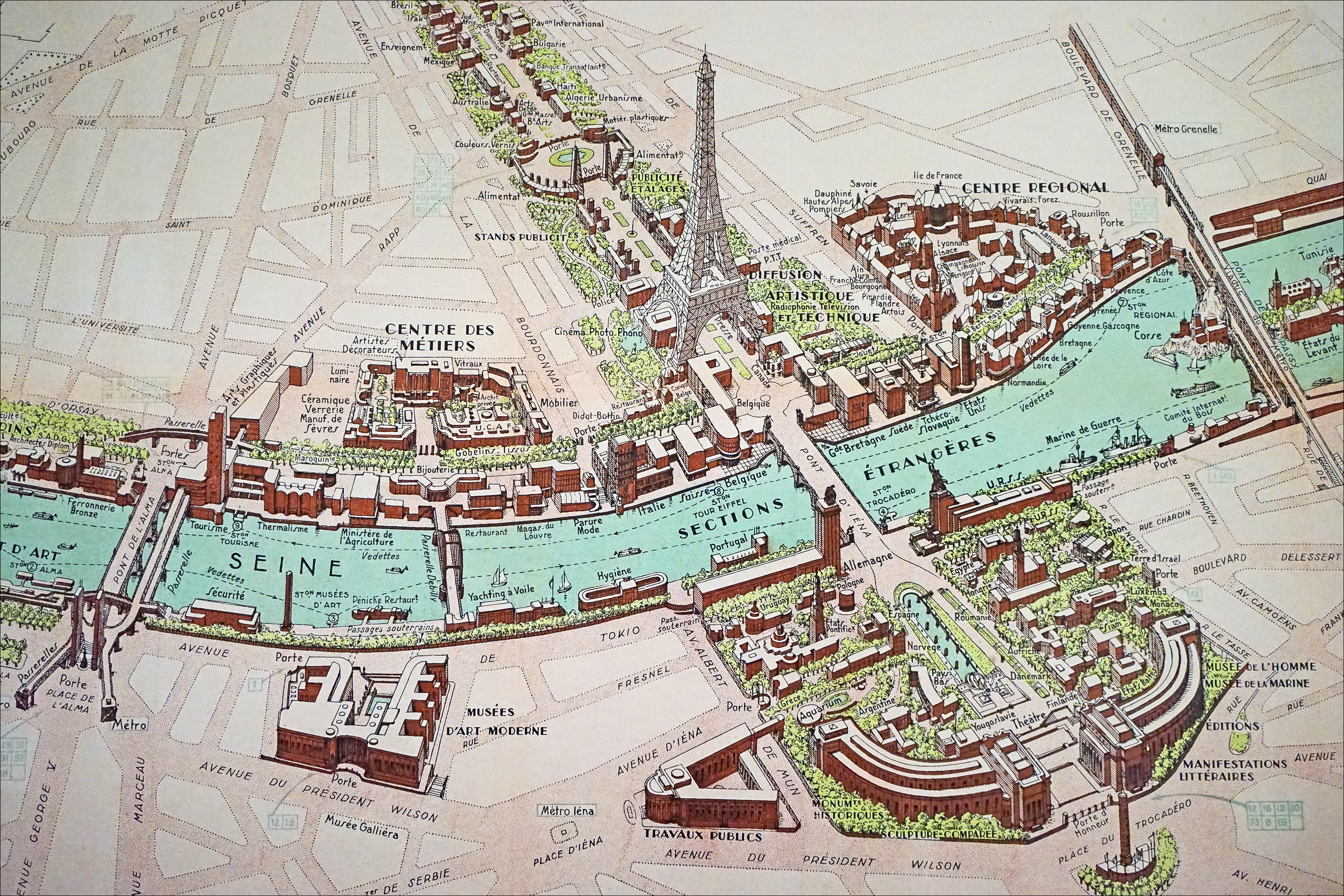
أجنحة المعرض.

المعرض الدولي للفنون وتقنيات الحياة المعاصرة (بالفرنسية: Internationale des Arts et Techniques dans la Vie Moderne) أو اختصارًا معرض باريس الدولي 1937 هو معرض عالمي عُقد في باريس بين 25 أيار/ مايو و25 تشرين الثاني/ نوفمبر 1937. كان هذا المعرض الدولي الأخير الذي عُقد في باريس، والتي استضافت حتى ذلك الحين خمسة معارض عالميّة، أكثر من أي مدينة أخرى. اُقيم المعرض في ساحة دي مارس وساحة تروكاديرو وقصر شايو، الذي أُعيد بناؤه خصيصًا للمعرض على أنقاض قصر تروكاديرو القديم. أُقيم حفل الافتتاح في قوس النصر بحضور الرئيس الفرنسي ألبير فرانسوا لوبران.
شارك بالمعرض 45 دولةً بأجنحةٍ مختلفةٍ، امتدت مبانيها وساحاتها على مساحة 101 هكتارًا، وقد زاره حوالي 31 مليون زائر. كما سبق انعقاد هذا المعرض، المعرض الدولي في بروكسل، بلجيكا (1936)، وتبعه المعرض الدولي في نيويورك، الولايات المتحدة (1939).

## طبيعة المعرض والإنشاء
أُقيم المعرض في ظل التوتر الدولي الذي سبق الحرب العالميّة الثانيّة وخلال الحرب الأهليّة الإسبانيّة. كانت مشاركات القوتين العظميين في أوروبا في تلك الفترة، الاتحاد السوفيتي من جهة، وألمانيا النازية من جهة أخرى، هي المهيمنة على المعرض. كان المعمار النازي ألبرت شبير، قد صمم الجناح الألماني، والذي أقنع هتلر بالموافقة على وجود ألمانيا في المعرض. وقد حصل اثنان من المهندسين المعماريين المصممين للمباني العملاقة على الميدالية الذهبيّة للمعرض العالمي لإنجازهم المعماري. أما بالنسبة للجناح السوفييتي، الذي وصل ارتفاعه إلى 65 مترًا، فقد تم وضع تمثال العامل والمزارعة في الجزء العلوي منه بارتفاع 25 مترًا، قامت بتصميمه الفنانة فيرا موخينا. لقد تم نقل التمثال بعد انتهاء المعرض إلى المدخل الرئيسي لمركز معارض عموم روسيا في موسكو. كما أُعيد بناء الجناح السوفييتي في عام 2008 مع تمثال تم تجديده فوق المدخل الرئيسي لمركز معارض عموم روسيا.
بالرغم من ذلك، فقد كان الجناح الإسباني من أكثر الأجنحة إقبالاً من قبل الجمهور، حيث كانت جداريّة غرنيكا للفنان بابلو بيكاسو معروضة فيها بعد تكليفه من قبل حكومة الجمهورية الإسبانية الثانية برسمها لتشارك في المعرض.

## الجوائز
- في مجال تصميم المنتجات، فاز المهندس المعماري الفنلندي والمصمم ألفار آلتو عن تصميمه. كما فاز بالميدالية الفضيّة الرسام هنري فريدلاندر.
- في مجال السينما، أُعطيت الميدالية الذهبيّة للمخرجة ليني ريفنستال عن فيلم الدعاية النازيّة «انتصار الإرادة».
- في مجال الرسم، فاز الرسّام لودومير سلاندزينسكي بميدالية ذهبيّة لرسمه «صورة الأم».
- فازت المصمّمة الألمانيّة المختصّة بهياكل الشد مارغريثا رايشاردت بدبلوما فخريّة عن تصميمها.[3]
- فاز المعمار الأمريكي ألدين داو بالجائزة الكبرى للعمارة السكنيّة.[4]

## خريطة المعرض

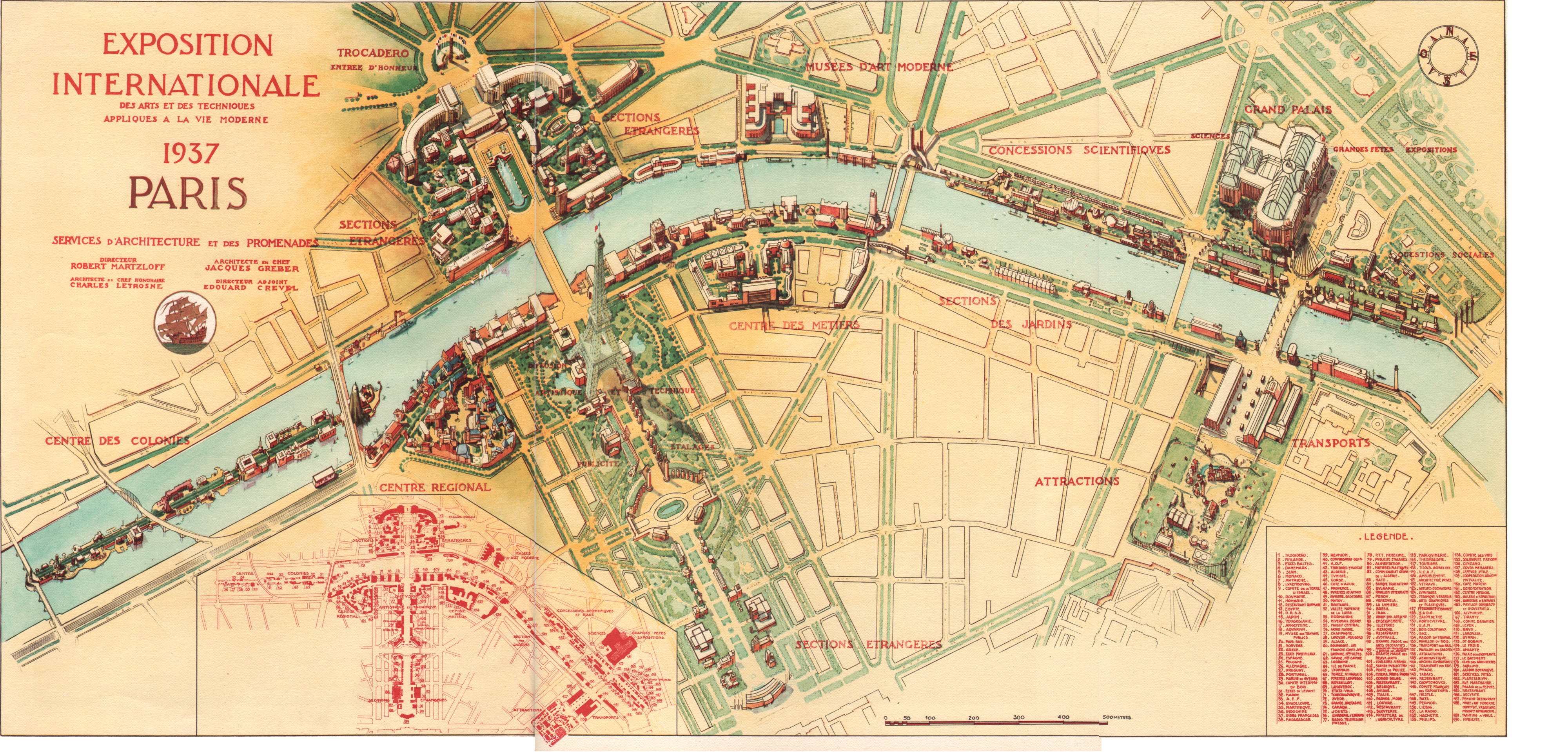

## الأجنحة

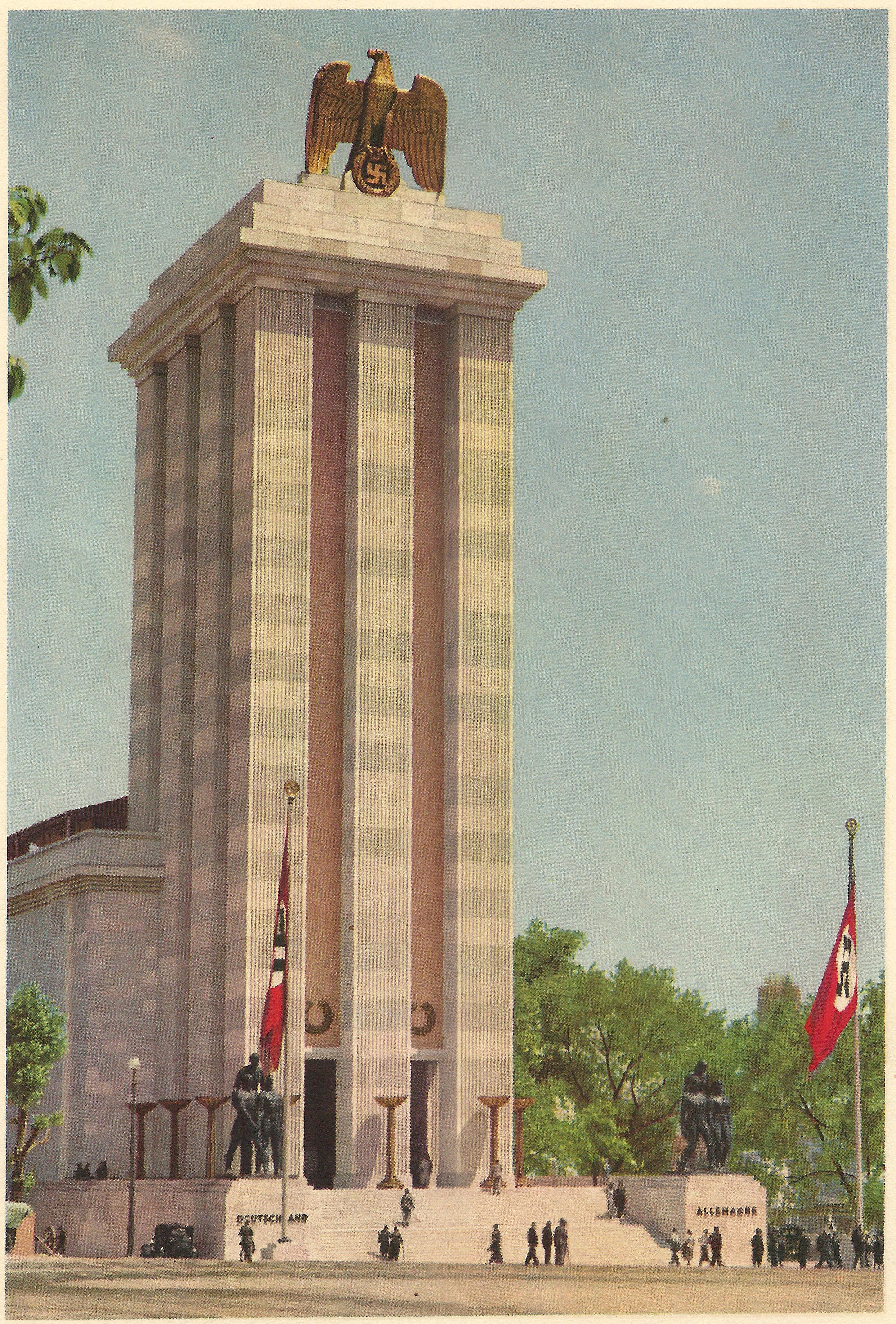
الجناح الألماني
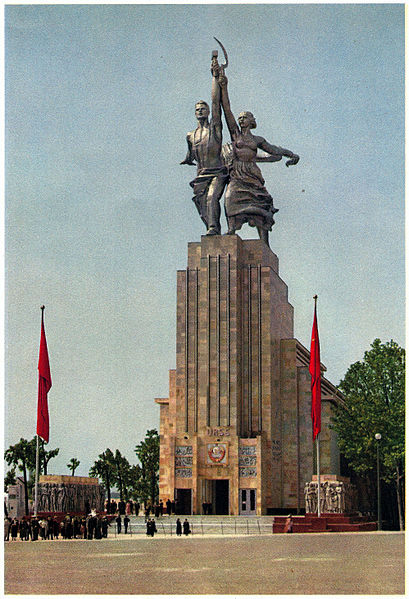
الجناح السوفييتي
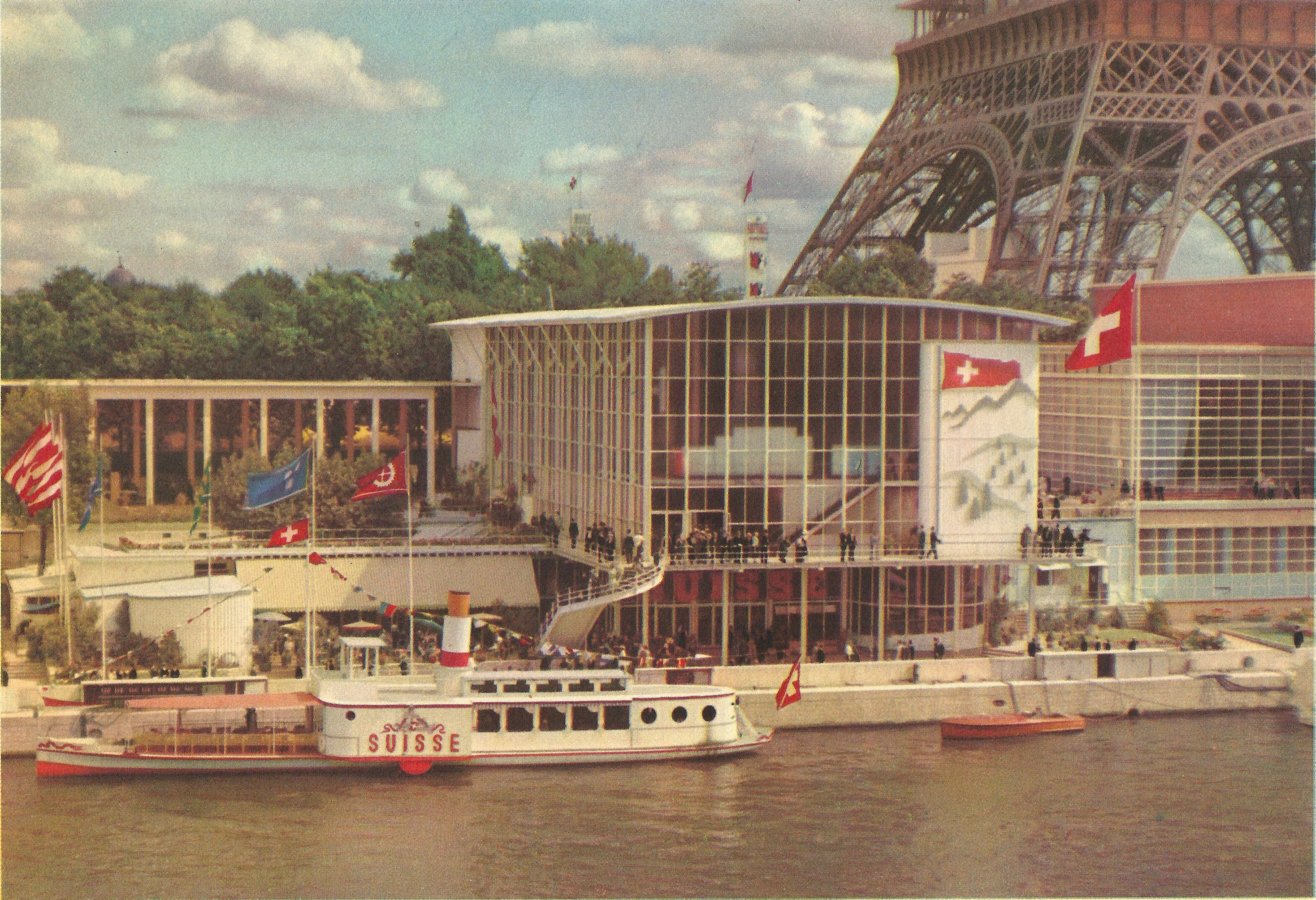
الجناح السويسري
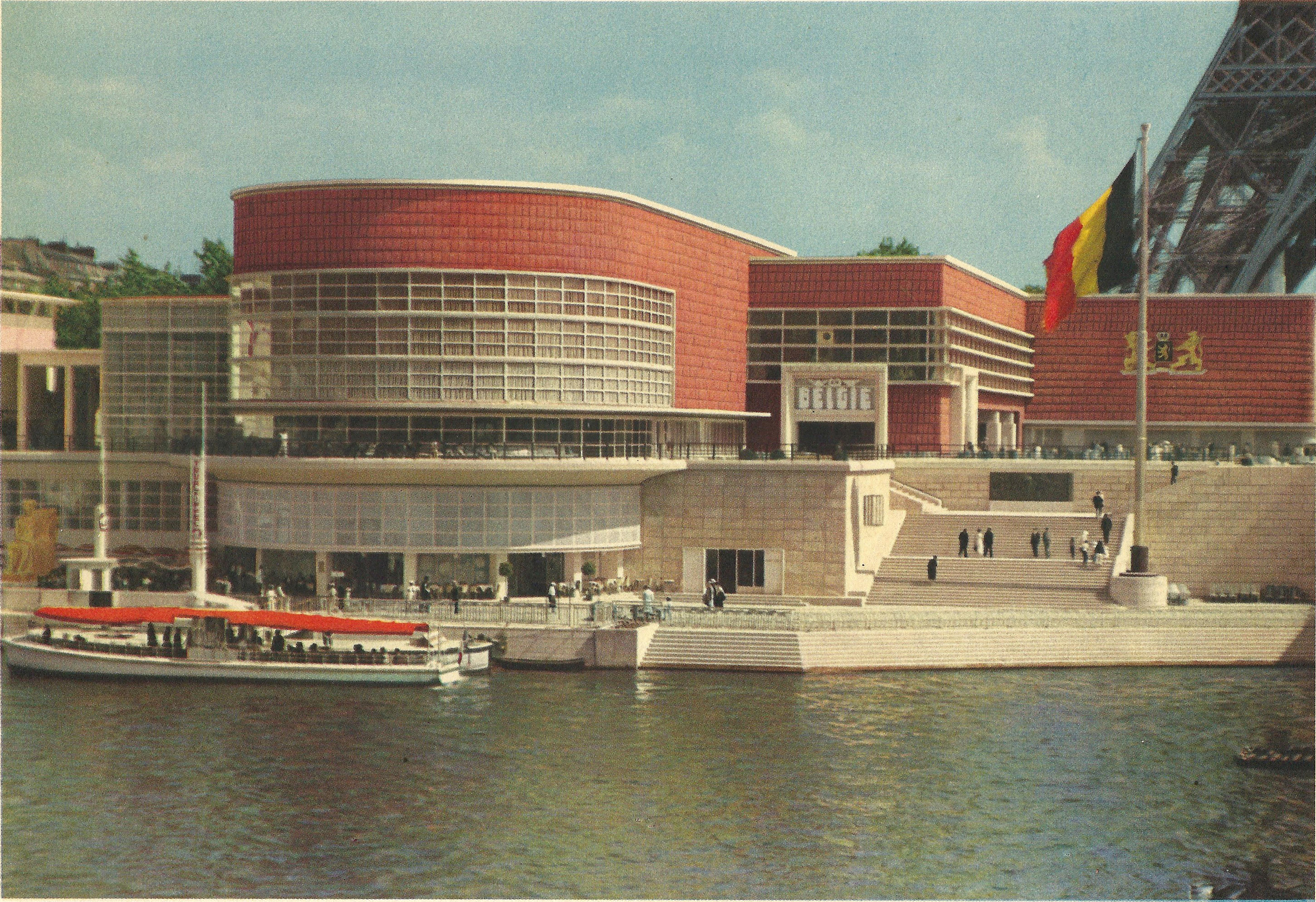
الجناح البلجيكي
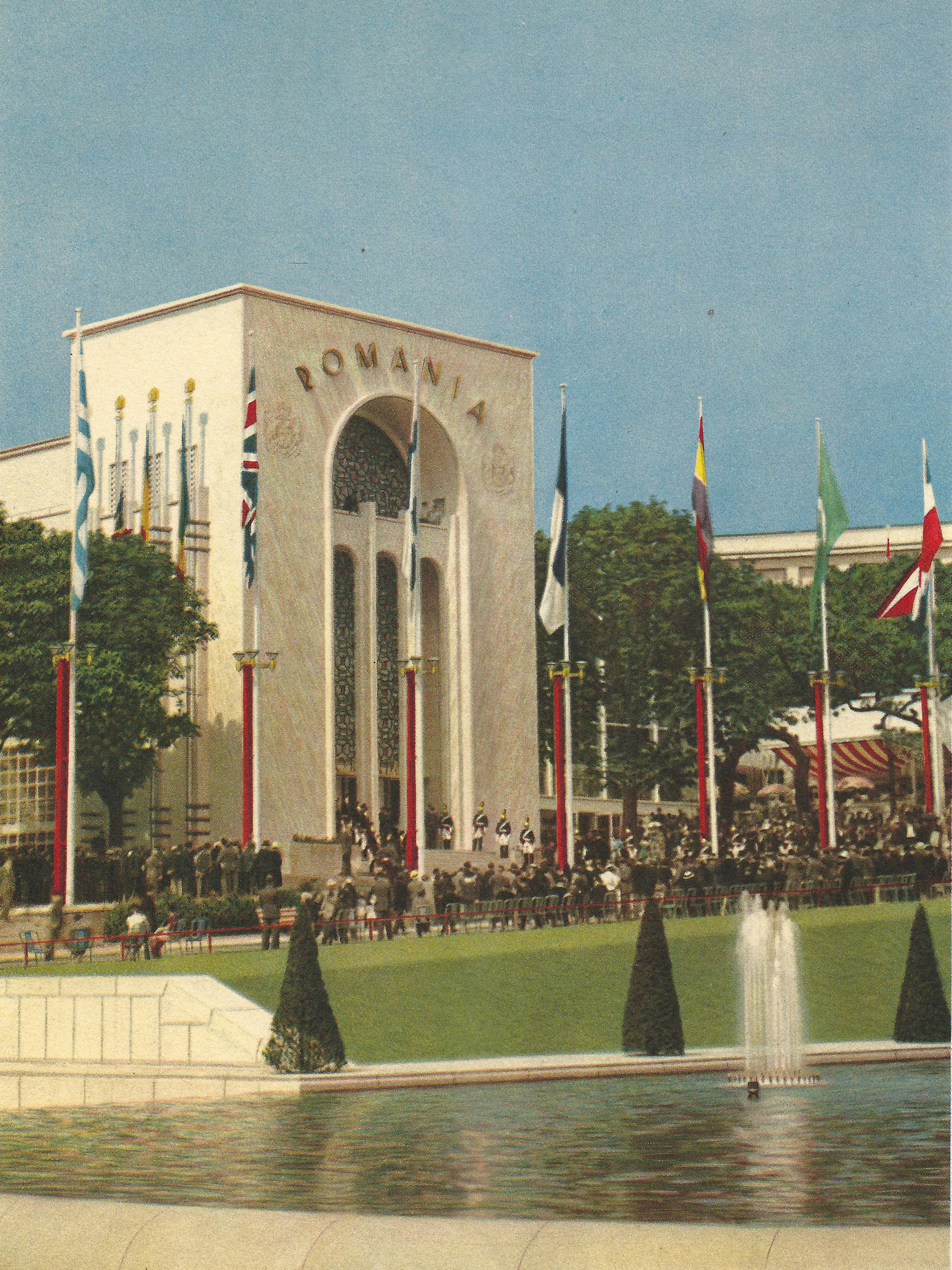
الجناح الروماني
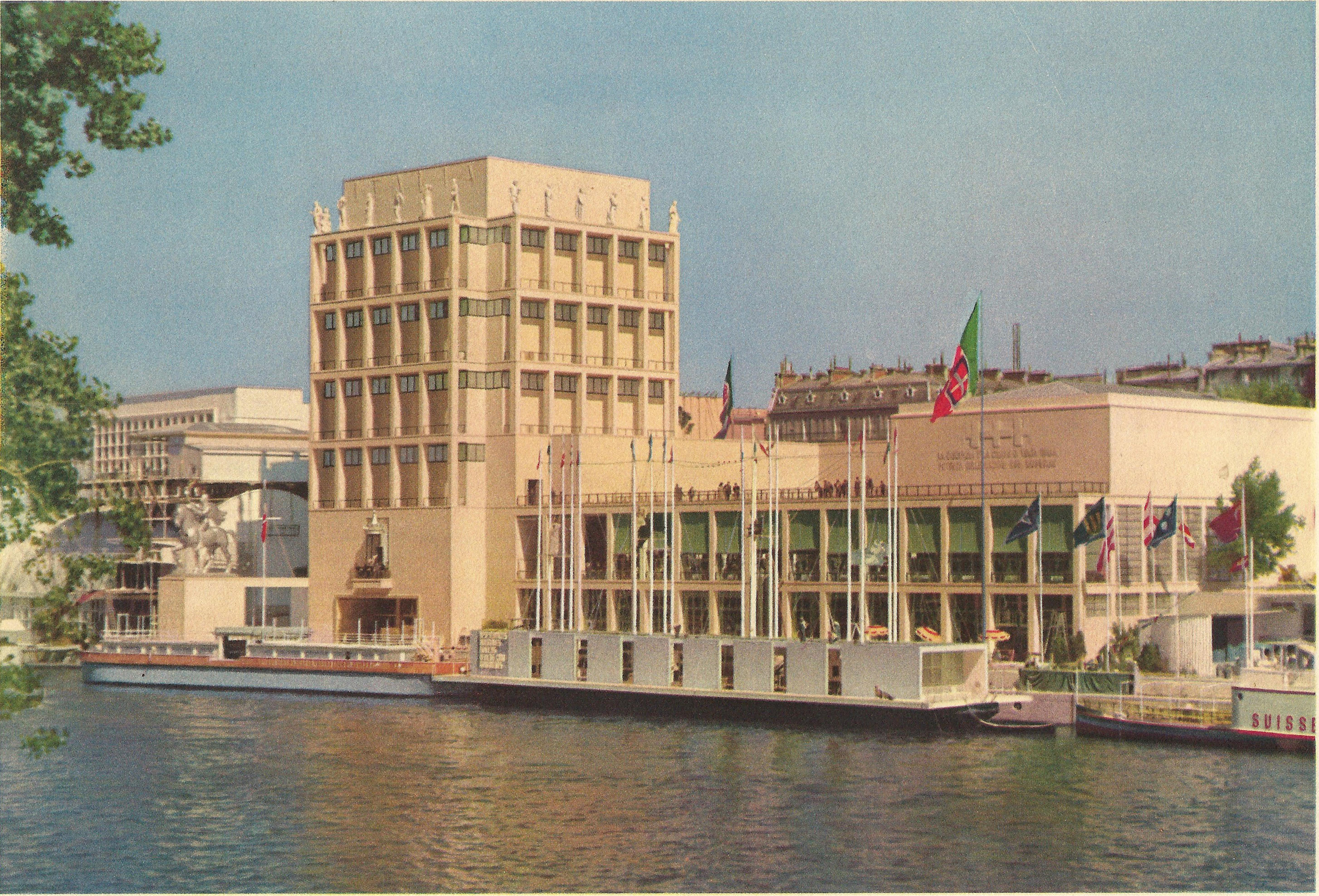
الجناح الإيطالي

## وصلات خارجية
- بقايا المعارض العالمية والاستعمارية والدولية في باريس (بالفرنسية)
- المعرض الدولي لعام 1937 (بالفرنسية)
- أطلال المعرض العالمي في باريس 1937 (بالفرنسية)
- المعرض الدولي للفنون وتقنيات الحياة المعاصرة (بالفرنسية)